# 江﨑洋一郎

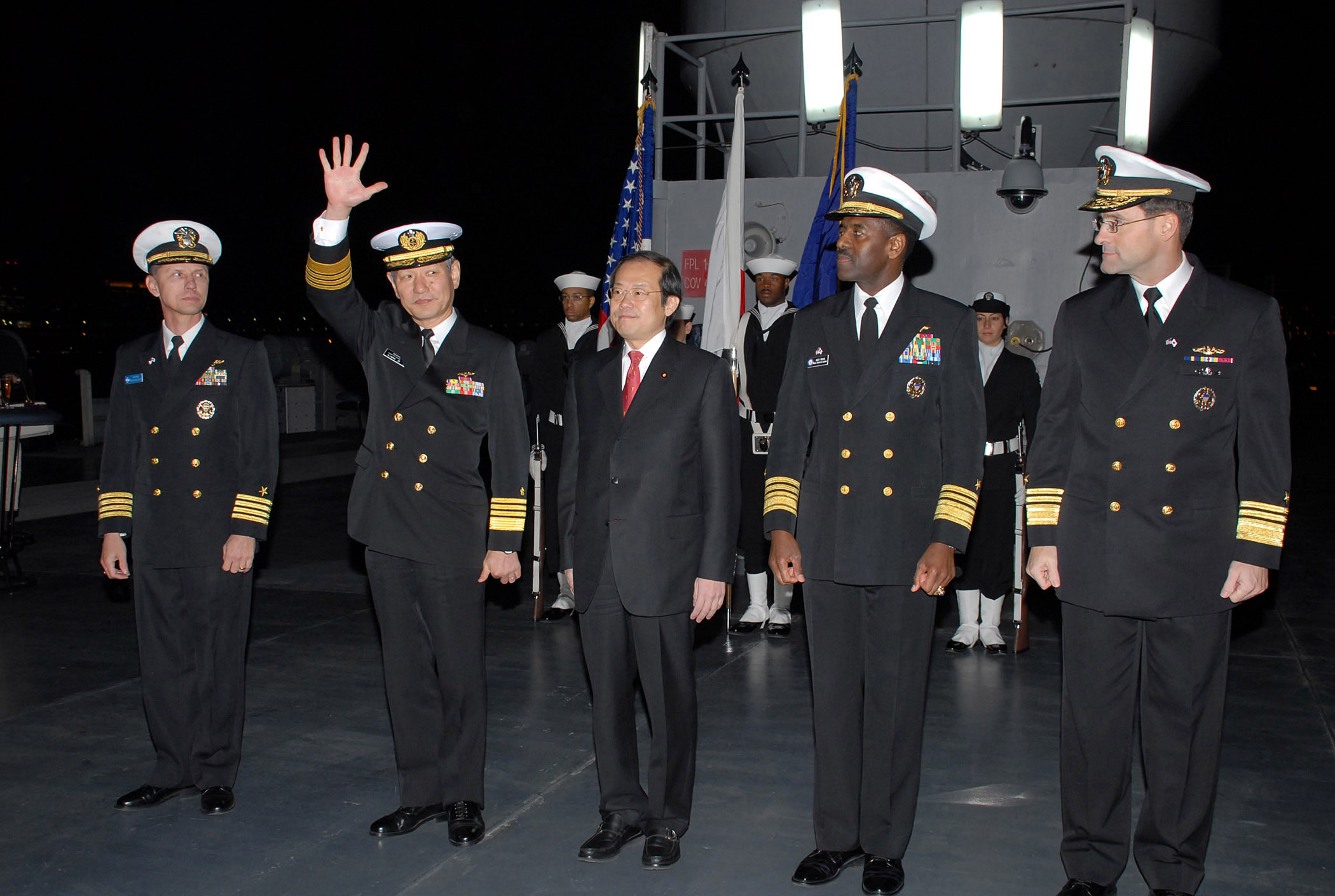
江﨑洋一郎（中央の背広を着た人物。2008年12月6日撮影）

江﨑 洋一郎（えさき よういちろう、1958年〈昭和33年〉4月20日 - ）は、日本の政治家。元衆議院議員（3期）。

## 経歴
父は通産相などを務めた江﨑真澄元衆議院議員で、異母兄の江﨑鐵磨も自民党衆議院議員である。
1981年に慶應義塾大学法学部政治学科卒業し、日本興業銀行（現みずほ銀行）に入行。1986年から米国ブルッキングス研究所客員研究員を経て、1996年に落下傘ながら元蔵相藤井裕久から中選挙区時代の地盤の一部を譲り受け新進党公認で第41回衆議院議員総選挙に出馬するも、落選。2000年の第42回衆議院議員総選挙、民主党公認で神奈川12区から出馬し54,237票を獲得、前職桜井郁三（自民党）の50,814票を抑え、初当選した。
2002年12月25日に熊谷弘、佐藤敬夫らと共に民主党を離党し、連立与党の一つである保守新党へ参加を表明。民主党は江﨑の離党届を受理せず、除籍処分とした。
2003年、選挙区事情から第43回衆議院議員総選挙の前に自民党へ移籍。小選挙区を桜井郁三に譲り、比例南関東ブロック単独2位で当選。保守新党の元所属議員らが立ち上げた二階派ではなく、山崎派に入会する。2005年の第44回衆議院議員総選挙でも同じく比例南関東ブロック単独2位で当選。
2006年6月、佐藤ゆかり衆議院議員と神楽坂のフレンチレストランで会食していた模様を週刊新潮が不倫デートと報じた。佐藤は、江﨑の身体接触を「散発的な不規則行為」「不倫ではなくセクハラ」とテレビ番組やウェブサイトで反論し、のちに江﨑は離婚した。9月、第1次安倍内閣で財務大臣政務官に就任。
2009年の第45回衆議院議員総選挙では順位を大きく下げ比例南関東ブロック単独32位で立候補したが、落選した。

## 所属していた議員連盟
- 速やかな政策実現を求める有志議員の会
- 日韓議員連盟（幹事）
- 再チャレンジ支援議員連盟

## 著作
- 2002「解説 不良債権処理を促進するため、RCCの積極活用を提言する-早期の産業再生のためには金融機関に不良債権売却損の分割償却を認めることも必要-」『金融財政事情』53(27) (通号 2513)、32～37ページ。
- 2002「レクチャー&ディスカッション 金融再生への処方箋(特集 日本経済と雇用の再生、経済・雇用危機、今、議事堂から熟議をおこす)」Discussion journal『民主』(1) 06] 50～59ページ、翁 百合、松本 剛明らと共著。